# Verónica Cuadrado
Verónica Maria Cuadrado Dehesa (ur. 8 marca 1979 w Santanderze), hiszpańska piłkarka ręczna, reprezentantka kraju, grająca na pozycji obrotowej. Obecnie występuje w duńskiej GuldBageren Ligaen, w drużynie Randers HK.
Wicemistrzyni Europy z 2008 r.

## Sukcesy

### reprezentacyjne
- wicemistrzostwo Europy  (2008)
- brązowy medal mistrzostw Świata  (2011)

### klubowe
- mistrzostwo Hiszpanii  (2005)
- puchar Królowej  (2008)
- mistrzostwo Danii  (2012)